# Gran Premio de Japón de Motociclismo de 2004
El Gran Premio de Japón de Motociclismo de 2004 fue la duodécima prueba del Campeonato del Mundo de Motociclismo de 2004. Tuvo lugar en el fin de semana del 17 al 19 de septiembre de 2004 en el Twin Ring Motegi, situado en Motegi, Prefectura de Tochigi, Japón. La carrera de MotoGP fue ganada por Makoto Tamada, seguido de Valentino Rossi y Shinya Nakano. Dani Pedrosa ganó la prueba de 250cc, por delante de Toni Elías y Hiroshi Aoyama. La carrera de 125cc fue ganada por Andrea Dovizioso, Fabrizio Lai fue segundo y Simone Corsi tercero.

## Resultados MotoGP
| Pos | Piloto            | Constructor | Tiempo/Retirado | Grilla | Puntos |
| --- | ----------------- | ----------- | --------------- | ------ | ------ |
| 1   | Makoto Tamada     | Honda       | 43:43.220       | 1      | 25     |
| 2   | Valentino Rossi   | Yamaha      | +6.168          | 3      | 20     |
| 3   | Shinya Nakano     | Kawasaki    | +13.396         | 12     | 16     |
| 4   | Alex Barros       | Honda       | +15.435         | 10     | 13     |
| 5   | Marco Melandri    | Yamaha      | +23.577         | 6      | 11     |
| 6   | Sete Gibernau     | Honda       | +27.378         | 13     | 10     |
| 7   | Carlos Checa      | Yamaha      | +35.834         | 11     | 9      |
| 8   | Neil Hodgson      | Ducati      | +47.976         | 17     | 8      |
| 9   | Rubén Xaus        | Ducati      | +49.881         | 18     | 7      |
| 10  | Alex Hofmann      | Kawasaki    | +56.107         | 19     | 6      |
| 11  | Olivier Jacque    | Moriwaki    | +1:21.237       | 21     | 5      |
| 12  | Jeremy McWilliams | Aprilia     | +1:27.683       | 20     | 4      |
| 13  | Shane Byrne       | Aprilia     | +1 Lap          | 23     | 3      |
| 14  | Nobuatsu Aoki     | Proton      | +1 Lap          | 22     | 2      |
| 15  | Youichi Ui        | Harris WCM  | +1 Lap          | 24     | 1      |
| Ret | Troy Bayliss      | Ducati      | Retirement      | 16     |        |
| Ret | Norifumi Abe      | Yamaha      | Retirement      | 15     |        |
| Ret | Tohru Ukawa       | Honda       | Retirement      | 14     |        |
| Ret | Colin Edwards     | Honda       | Retirement      | 5      |        |
| Ret | Nicky Hayden      | Honda       | Retirement      | 9      |        |
| Ret | Loris Capirossi   | Ducati      | Retirement      | 7      |        |
| Ret | John Hopkins      | Suzuki      | Retirement      | 2      |        |
| Ret | Kenny Roberts Jr  | Suzuki      | Retirement      | 8      |        |
| Ret | Max Biaggi        | Honda       | Retirement      | 4      |        |

## Resultados 250cc
| Pos | Piloto             | Constructor | Tiempo/Retirado | Grilla | Puntos |
| --- | ------------------ | ----------- | --------------- | ------ | ------ |
| 1   | Dani Pedrosa       | Honda       | 43:36.798       | 1      | 25     |
| 2   | Toni Elías         | Honda       | +3.174          | 4      | 20     |
| 3   | Hiroshi Aoyama     | Honda       | +15.991         | 2      | 16     |
| 4   | Sebastián Porto    | Aprilia     | +20.075         | 5      | 13     |
| 5   | Yuki Takahashi     | Honda       | +25.450         | 6      | 11     |
| 6   | Alex de Angelis    | Aprilia     | +33.451         | 7      | 10     |
| 7   | Roberto Rolfo      | Honda       | +43.084         | 12     | 9      |
| 8   | Shuhei Aoyama      | Honda       | +43.270         | 13     | 8      |
| 9   | Franco Battaini    | Aprilia     | +48.773         | 9      | 7      |
| 10  | Alex Debón         | Honda       | +52.000         | 14     | 6      |
| 11  | Randy de Puniet    | Aprilia     | +1:00.707       | 3      | 5      |
| 12  | Yuzo Fujioka       | Honda       | +1:01.472       | 15     | 4      |
| 13  | Naoki Matsudo      | Yamaha      | +1:02.120       | 16     | 3      |
| 14  | Hugo Marchand      | Aprilia     | +1:06.488       | 25     | 2      |
| 15  | Héctor Faubel      | Aprilia     | +1:09.070       | 18     | 1      |
| 16  | Choyun Kameya      | Honda       | +1:12.091       | 17     |        |
| 17  | Manuel Poggiali    | Aprilia     | +1:15.444       | 10     |        |
| 18  | Taro Sekiguchi     | Yamaha      | +1:17.484       | 30     |        |
| 19  | Sylvain Guintoli   | Aprilia     | +1:17.753       | 24     |        |
| 20  | Katsuyuki Nakasuga | Yamaha      | +1:27.294       | 28     |        |
| 21  | Dirk Heidolf       | Aprilia     | +1:44.246       | 23     |        |
| 22  | Erwan Nigon        | Yamaha      | +1:45.825       | 20     |        |
| Ret | Joan Olivé         | Aprilia     | Retirement      | 26     |        |
| Ret | Chaz Davies        | Aprilia     | Retirement      | 19     |        |
| Ret | Anthony West       | Aprilia     | Retirement      | 8      |        |
| Ret | Klaus Nohles       | Aprilia     | Retirement      | 33     |        |
| Ret | Radomil Rous       | Aprilia     | Retirement      | 32     |        |
| Ret | Johann Stigefelt   | Aprilia     | Retirement      | 29     |        |
| Ret | Fonsi Nieto        | Aprilia     | Retirement      | 11     |        |
| Ret | Alex Baldolini     | Aprilia     | Retirement      | 31     |        |
| Ret | Jakub Smrž         | Honda       | Retirement      | 21     |        |
| Ret | Arnaud Vincent     | Aprilia     | Retirement      | 27     |        |

## Resultados 125cc
La carrera de 125cc se detuvo debido a las fuertes lluvias. Más tarde se reanudó con el orden de la parrilla determinado por el orden de marcha después de la suspensión. La segunda parte de la carrera determinó el resultado final.
| Pos | Piloto                   | Constructor | Tiempo/Retirado | Grilla | Puntos |
| --- | ------------------------ | ----------- | --------------- | ------ | ------ |
| 1   | Andrea Dovizioso         | Honda       | 25:52.175       | 1      | 25     |
| 2   | Fabrizio Lai             | Gilera      | +11.082         | 12     | 20     |
| 3   | Simone Corsi             | Honda       | +11.101         | 10     | 16     |
| 4   | Mirko Giansanti          | Aprilia     | +11.341         | 15     | 13     |
| 5   | Steve Jenkner            | Aprilia     | +11.519         | 14     | 11     |
| 6   | Marco Simoncelli         | Aprilia     | +14.491         | 11     | 10     |
| 7   | Jorge Lorenzo            | Derbi       | +25.279         | 6      | 9      |
| 8   | Gábor Talmácsi           | Malaguti    | +25.320         | 7      | 8      |
| 9   | Tomoyoshi Koyama         | Yamaha      | +25.863         | 17     | 7      |
| 10  | Toshihisa Kuzuhara       | Honda       | +30.172         | 24     | 6      |
| 11  | Gino Borsoi              | Aprilia     | +30.432         | 13     | 5      |
| 12  | Thomas Lüthi             | Honda       | +30.562         | 19     | 4      |
| 13  | Sergio Gadea             | Aprilia     | +32.170         | 25     | 3      |
| 14  | Roberto Locatelli        | Aprilia     | +32.949         | 2      | 2      |
| 15  | Vesa Kallio              | Aprilia     | +41.950         | 30     | 1      |
| 16  | Gioele Pellino           | Aprilia     | +42.058         | 38     |        |
| 17  | Sunathai Chaemsap        | Honda       | +44.536         | 32     |        |
| 18  | Manuel Hernández         | Aprilia     | +51.234         | 33     |        |
| 19  | Jordi Carchano           | Aprilia     | +51.283         | 31     |        |
| 20  | Raymond Schouten         | Honda       | +1:04.719       | 36     |        |
| 21  | Lorenzo Zanetti          | Honda       | +1:11.829       | 34     |        |
| 22  | Manuel Manna             | Malaguti    | +1:13.894       | 37     |        |
| 23  | Marketa Janakova         | Honda       | +1:36.250       | 39     |        |
| Ret | Ángel Rodríguez Campillo | Derbi       | Retirement      | 22     |        |
| Ret | Shigeki Norikane         | Yamaha      | Retirement      | 29     |        |
| Ret | Héctor Barberá           | Aprilia     | Retirement      | 4      |        |
| Ret | Mika Kallio              | KTM         | Retirement      | 5      |        |
| Ret | Lukáš Pešek              | Honda       | Retirement      | 8      |        |
| Ret | Imre Tóth                | Aprilia     | Retirement      | 28     |        |
| Ret | Dario Giuseppetti        | Honda       | Retirement      | 27     |        |
| Ret | Álvaro Bautista          | Aprilia     | Retirement      | 18     |        |
| Ret | Stefano Perugini         | Gilera      | Retirement      | 23     |        |